# Al-Uwaysiyat-moskee
De Al-Uwaysiyat-moskee (Arabisch: جامع الأويسي) is een moskee in de Libanese stad Tripoli. Het werd gebouwd in 1461 tijdens de Mamelukkenperiode.

## Geschiedenis
De moskee werd gebouwd in 1461. Het werd gerenoveerd in 1534 tijdens de Ottomaanse periode.

## Architectuur
Deze moskee staat bekend om zijn grote middenkoepel en om zijn cilindrische Ottomaanse minaret. Vanaf het balkon van de minaret begint een kleinere cilindrische vorm dan eindigt met een kegelvormige kop.